# گاتم (ویسکانسین)
گاتم (به انگلیسی: Gotham) یک منطقهٔ مسکونی در ایالات متحده آمریکا است که در ویسکانسین واقع شده‌است. گاتم ۱۹۱ نفر جمعیت دارد.